# Zavazadlo

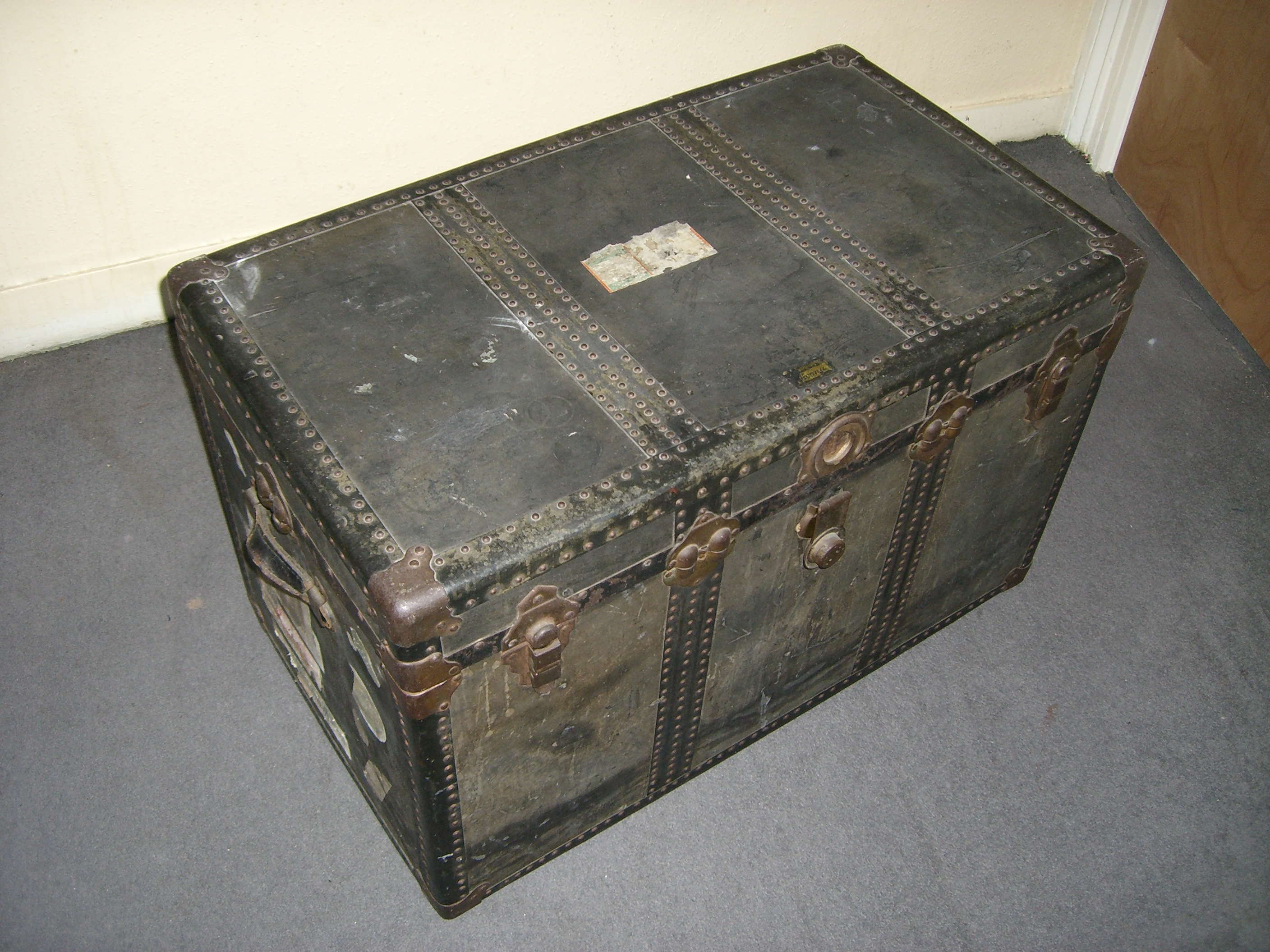
Lodní kufr

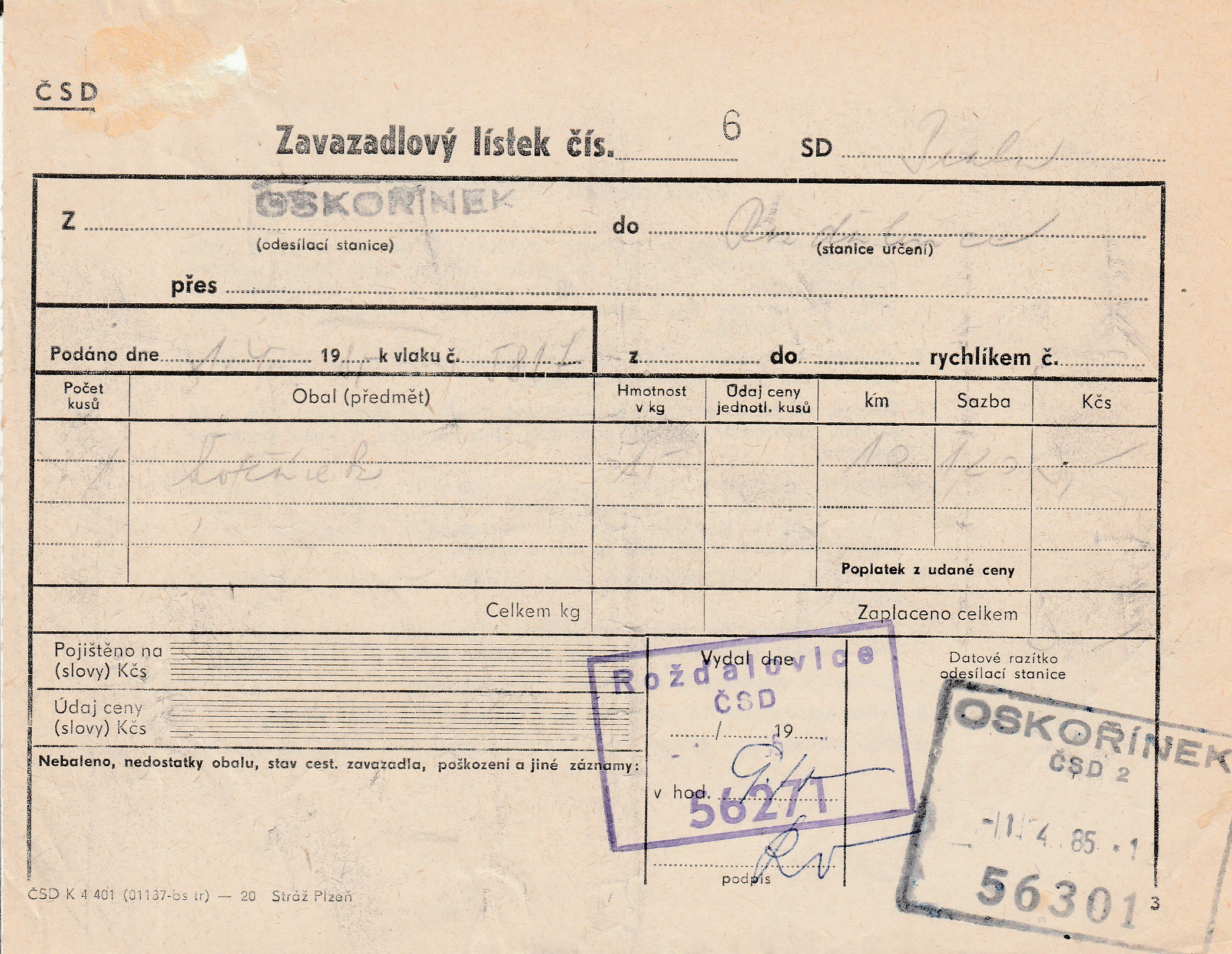
Zavazadlový lístek ČSD (1985)

Zavazadlo je například vak, taška, kufr, batoh, kabelka, aktovka nebo jiný podobný obal určený k nošení věcí.

## Zavazadlo v přepravním řádu
Zavazadlo je věc přepravovaná na základě přepravní smlouvy spolu s cestujícím. Pokud se věc přepravuje bez cestujícího, jde o zásilku.
Podle přepravního řádu pro silniční a drážní přepravu osob (vyhláška č. 175/2000 Sb.) cestující obvykle může vzít s sebou do vozidla jedno nebo více zavazadel.
Podle způsobu přepravy rozlišuje tento český přepravní řád tyto druhy zavazadel:
- Ruční zavazadlo je snadno přenosná věc, kterou má během přepravy cestující u sebe a kterou lze podle potřeby snadno umístit nad sedadlem nebo pod sedadlem cestujícího. Dopravce může ve Smluvních přepravních podmínkách určit, co se rozumí ručním zavazadlem.[1]
- Spoluzavazadlo je věc, která je větší než ruční zavazadlo a vyžaduje umístění na zvlášť určeném místě vozidla v prostoru pro cestující. Dohled na spoluzavazadlo přísluší cestujícími. Na přepravu spoluzavazadla se neuzavírá samostatná přepravní smlouva, je možno však za jejich přepravu účtovat stanovenou cenu. Podmínky přepravy spoluzavazadel určuje dopravce ve Smluvních přepravních podmínkách.
- Cestovní zavazadlo se přijímá k přepravě na základě samostatně uzavřené přepravní smlouvy, cestuje-li cestující nejméně do stejné stanice (pokud se cestující se zavazadlem nepřepravuje, jedná se o zásilku). Doklad o přijetí cestovního zavazadla dopravcem se nazývá zavazadlový lístek. Cestovní zavazadla se nepřepravují v městské hromadné dopravě a na lanových drahách. Cestovní zavazadlo se může skládat až ze tří kusů, z nichž žádný nesmí být těžší než 15 kg, pokud Smluvní přepravní podmínky nepřipustí větší hmotnost nebo větší počet kusů. Na celostátní nebo regionální železniční dráze může dopravce jako cestovní zavazadlo přepravovat i živá zvířata nebo osobní automobil. Rozsah přepravy cestovních zavazadel nebo vyloučení jejich přepravy má dopravce označit v jízdním řádu.
- Živé zvíře lze za určitých okolností přepravovat za podmínek stanovených pro zavazadla jako ruční zavazadlo, spoluzavazadlo nebo cestovní zavazadlo. Do vozidla může cestující s sebou vzít jen drobná domácí a jiná malá zvířata, jsou-li zcela uzavřena ve snadno přenosných klecích, koších nebo jiných vhodných schránách s nepropustným dnem, bez schrány může vzít cestující pouze psa, pokud je opatřen bezpečným náhubkem a je na krátkém vodítku.